# رناو
رناو (به اسپانیایی: Renau) یک شهرستان در اسپانیا است که در استان تاراگونا واقع شده‌است.

## خصوصیات
رناو ۸٫۳۰ کیلومترمربع مساحت و ۱۰۱ نفر جمعیت دارد و ۲۰۴ متر بالاتر از سطح دریا واقع شده‌است.